# Лебедева, Дарина Юрьевна
Дари́на Ю́рьевна Ле́бедева (3 сентября 1989) — украинская футболистка, полузащитница.

## Биография
В 2008 году выступала в высшей лиге России за клуб «Энергия» (Воронеж), провела 13 матчей. Её команда была безнадёжным аутсайдером лиги и проиграла все матчи.
В дальнейшем играла в высшей лиге Украины за «Атекс-СДЮШОР-16» (Киев), «Ладомир» (Владимир-Волынский) и за другие клубы высшей и первой лиг. Провела более 50 матчей в чемпионатах Украины. С осени 2019 года выступает в первой лиге за «Колос» (Ковалёвка).
Выступала также в пляжном футболе. В 2018 году в составе команды «FC 5G» (Киев) стала чемпионкой Украины, забив 5 голов в матчах финального турнира, и признана лучшим игроком соревнований.